# Canottieri Pallanza
La Società Canottieri Pallanza A.S.D. è un'associazione sportiva dilettantistica fondata nel 1896 per volere di alcuni nobili pallanzesi dell'epoca, membro dell'UNASCI, affiliata alla Federazione Italiana Canottaggio (FIC) e alla Federazione Italiana Canottaggio Sedile Fisso (FICSF), Stella d'Oro al merito sportivo nel 1990. La sede storica della società si trova sul Lungolago di Pallanza (Verbania). Centro di avviamento allo sport del C.O.N.I., l'obiettivo della Canottieri Pallanza è da sempre diffondere e praticare il canottaggio a livello agonistico e a livello amatoriale, nonché diffondere lo sport tra i giovani e mantenere vive le tradizioni locali pallanzesi come ad esempio il Palio Remiero.

## Storia

### Gli inizi e i primi successi
La Canottieri Pallanza venne fondata nel 1896 per desiderio del Cav. Carlo Eugenio Erba insieme ad un gruppo di facoltosi. La Canottieri Verbano (questo fu il primo nome) iniziò subito a promuovere lo sport del canottaggio sulle rive piemontesi del Lago Maggiore, già nel 1897 vennero affidati all'organizzazione della neonata Canottieri i Campionati Italiani e i Campionati Europei sulle coste antistanti Pallanza.
Durante le due guerre la Canottieri raggiunse grandi risultati, era infatti il periodo di "Pallanza Regina del Canottaggio". Infatti si vide lo svolgersi di nove campionati italiani (1921-26-28-29-32-37-39-40-41) e nel 1927 si tennero anche i Campionati Mondiali Universitari.
Gabriele D'Annunzio, di passaggio sul Maggiore, lasciò una dedica agli atleti gialloblù. 
Nel 1927 nacque l'inno della Canottieri Pallanza, composto dall'Avv. Bolongaro e musicato dal Maestro Sigurini, donato dalla Patronessa Teresina Citterio.
In seguito alla vittoria della Coppa D'annunzio da parte dell'equipaggio "Patronessa Teresina Citterio" il Vate scrisse in risposta al Presidente Erba:
"Ero già molto commosso nel vedere il remo della MIA Pallanza vincere con esemplare maestria la difficilissima gara; ma la vostra parola affettuosa mi tocca ancora più profondamente. Ripenso agli anni lontani quando ero più assiduo tra i rematori del Verbano. Ripenso che avevo promesso al mio CAPO di venire a riabbracciarlo scendendo sul Lago col mio idrovolante. Più veloce della mia ala fu la Morte. Abbracciate per me i vincitori, e fate che siano bene allenati a stravincere nella prova futura."
Nel 1932 il comune decise di dare delle nuove strutture agli atleti, venne così costruita la nuova sede della Canottieri, dove ora sorge l'attuale sede. L'idea progettuale incontra il favore delle autorità del tempo che la fanno così rientrare in un progetto più vasto di riqualificazione di tutte le strutture ricettive lacustri di Pallanza. Nel 1934 iniziano i lavori di sistemazione del Lungolago che congiunge Pallanza a Suna che porteranno all'inaugurazione della nuova sede il 28 Ottobre 1935.
Negli anni 1937-39-40-41 si svolsero di nuovo nelle acque di Pallanza le edizioni dei Campionati italiani di Canottaggio.

### Gli anni del Dopoguerra
Terminata la seconda guerra mondiale, la Canottieri Pallanza si risollevò in breve tempo riportando l'attività ai livelli pre-bellici. Iniziò la sponsorizzazione da parte della Rhodiatoce, un'azienda leader nella produzione di filati, che sostenne attivamente la Canottieri per diversi anni.
Fra la fine degli anni '50 e gli inizi degli anni '60 del XX secolo i canottieri di Pallanza tornarono a imporsi in campo nazionale riportando in auge i colori societari. Negli anni di presidenza di Cambiaggio e sotto la guida dell'allenatore Pierino Cabria ritornarono a Pallanza diversi titoli italiani conquistati da diversi equipaggi.

### Tempi recenti
A ridosso del XXI secolo la storia della Canottieri Pallanza è sempre più legata al mondo del Canottaggio nazionale e internazionale. Nel 1990 si svolgono a Pallanza i Campionati italiani di tipo Regolamentare e una Regata Master. In concomitanza di questi eventi il consiglio federale si è riunito a Pallanza. Inoltre il comitato federale della regione Piemonte ha presentato il suo nuovo logo composto da quattro remi sulla bandiera regionale e le Poste Italiane hanno emesso un annullo speciale. 
Agli inizi del XXI secolo la Canottieri Pallanza torna a brillare grazie all'equipaggio della coppia Carola Tamboloni ed Elisa Pedretti, che conquistano un titolo italiano nel 2002 sulle acque dell'IdroPark FILA Milano. Carola ed Elisa rappresentano l'Italia ai Campionati del Mondo e a diverse prove di Coppa del Mondo.

## Colori sociali

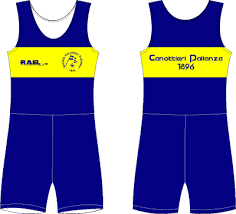
Body da gara con i colori sociali.

Due sono i colori che contraddistinguono fin dal 1896 la Canottieri Pallanza, giallo e blu, a simboleggiare i due più antichi rioni di Pallanza: la Piazza (Blu) e la Villa (Giallo).

## Attività contemporanea
Attualmente la Società Canottieri Pallanza è affiliata alla FIC e alla FICSF, due federazioni che si occupano di due differenti generi di canottaggio, la prima a sedile scorrevole e la seconda a sedile fisso. Gli atleti gareggiano indifferentemente sia per l'una che per l'altra federazione. 
Oltre ad essere un centro di avviamento allo Sport, la Canottieri Pallanza si occupa anche di aiuto nell'organizzazione di eventi folkloristici nel comune di Verbania e da anni si occupa dell'organizzazione dei Campionati Regionali Piemontesi sulle acque del lago di Mergozzo.

## Manifestazioni organizzate

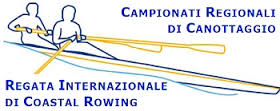
Frontespizio volantino regate

La Canottieri Pallanza ha all'attivo numerose regate Nazionali e Regionali, organizzate sia sulle acque di Pallanza che sul Lago di Mergozzo e a Stresa. 
| Anno | Luogo    | Tipo di manifestazione                                          |
| ---- | -------- | --------------------------------------------------------------- |
| 1889 | Stresa   | I Campionato Italiano                                           |
| 1890 | Pallanza | II Campionato Italiano                                          |
| 1894 | Stresa   | VI Campionato Italiano                                          |
| 1895 | Pallanza | VII Campionato Italiano                                         |
| 1897 | Pallanza | Campionato Europeo                                              |
| 1897 | Pallanza | IX Campionato Italiano                                          |
| 1906 | Pallanza | Campionato Europeo                                              |
| 1906 | Pallanza | XVIII Campionato Italiano                                       |
| 1921 | Pallanza | XXVIII Campionato Italiano                                      |
| 1926 | Pallanza | XXXIII Campionato Italiano                                      |
| 1927 | Pallanza | Campionati Mondiali Universitari                                |
| 1928 | Pallanza | XXXV Campionato Italiano                                        |
| 1929 | Pallanza | XXXVI Campionato Italiano                                       |
| 1932 | Stresa   | XXXIX Campionato Italiano                                       |
| 1937 | Pallanza | XLIV Campionato Italiano                                        |
| 1939 | Pallanza | XLVI Campionato Italiano                                        |
| 1940 | Pallanza | XLVII Campionato Italiano                                       |
| 1941 | Pallanza | XLVIII Campionato Italiano                                      |
| 1947 | Pallanza | LI Campionato Italiano                                          |
| 1951 | Pallanza | LV Campionato Italiano                                          |
| 1958 | Pallanza | LXII Campionato Italiano                                        |
| 1990 | Pallanza | Campionati italiani in tipo regolamentare Gara Nazionale Master |
| 1996 | Pallanza | VI Festival dei Giovani                                         |
| 1999 | Pallanza | Seconda Regata Regionale                                        |
| 2002 | Mergozzo | Campionati Regionali Piemontesi                                 |
| 2003 | Mergozzo | Campionati Regionali Piemontesi                                 |
| 2004 | Mergozzo | Campionati Regionali Piemontesi (Cat. Giovanili)                |
| 2004 | Mergozzo | Campionati Reg. Piemontesi (Cat. Agonistiche)                   |
| 2005 | Mergozzo | Regata Regionale Piemonte                                       |
| 2006 | Torino   | Regata Regionale Piemonte                                       |
| 2006 | Pallanza | III Meeting delle Società Centenarie di Canottaggio             |
| 2007 | Mergozzo | Campionati Regionali Piemontesi                                 |
| 2008 | Mergozzo | Campionati Regionali Piemontesi                                 |
| 2009 | Mergozzo | Campionati Reg. Piemontesi (Cat. Agonistiche)                   |
| 2010 | Mergozzo | Campionati Reg. Piemontesi (Cat. Agonistiche)                   |
| 2011 | Mergozzo | Campionati Reg. Piemontesi                                      |
| 2012 | Mergozzo | Campionati Regionali Piemontesi                                 |
| 2013 | Mergozzo | Regata Regionale Piemonte                                       |
| 2014 | Mergozzo | Campionati Regionali Piemontesi                                 |
| 2015 | Mergozzo | Campionati Regionali Piemontesi                                 |
| 2016 | Pallanza | Campionati del Verbano (FICSF)                                  |
| 2016 | Mergozzo | Campionati Regionali Piemontesi                                 |
| 2017 | Pallanza | Regata interregionale (FICSF)                                   |
| 2018 | Mergozzo | Campionati Regionali Piemontesi                                 |
| 2020 | Pallanza | Coppa Italia (FICSF) Campionato Europeo (FICSF)                 |